# 尤菲米婭
尤菲米娅（希臘語：Εὐφημία，5世紀—523年/524年），本名盧皮奇娜，是一位東羅馬帝國皇后，也是帝國皇帝查士丁一世的妻子，查士丁尼一世的舅母兼養母。
尤菲米娅皇后被认为是查士丁教会政策的制定者，她建立了圣尤菲米娅教堂，并在她去世后埋葬于此，时间可能是523年或524年。丈夫查士丁于527年被埋葬在她身边。 

## 早期生活
根据普罗科匹厄斯和图努纳的维克多的说法，她原来的名字是卢皮奇娜。根据普罗科匹厄斯《秘史》的记载，卢皮奇娜既是奴隶，又是蛮族。他坚称她是她主人的妾。
查士丁一世是色雷斯人或伊利里亚人的农民，来自拉丁语区达尔达尼亚，该地区属于伊利里库姆行省。他出生在奈苏斯（现塞尔维亚南部尼什）贝德里亚纳附近的一个小村庄。年轻时，他为了摆脱贫困前往帝國首都君士坦丁堡，并在东罗马帝国军队中不断晋升。在他生命中的某个时刻，他遇见了卢皮奇娜，释放了她并与她结婚。

## 查士丁即位
到518年，查士丁已升任禁卫军指挥官职位。518年7月8日至9日夜間，皇帝阿納斯塔修斯一世駕崩。他的一位高級侍從將查士丁和塞勒召至他臨終的床前。塞勒是宮廷總管，也是宮廷衛隊的指揮官，這支部隊是閱兵場上的表演部隊。第二天早晨，這一消息已傳遍首都君士坦丁堡。包括新任命的君士坦丁堡牧首卡帕多西亞的約翰在內的高級官員被召集到君士坦丁堡大皇宮，選出新皇帝。同時，民眾聚集在君士坦丁堡競技場，等待新皇帝的正式宣布。
阿納斯塔修斯一世死後沒有子嗣，但他有很多已知的親戚。這個龐大的利奧王朝中包括幾位皇位的潛在候選人。他的兄弟保盧斯曾在496年擔任執政官。根據年代記編纂者約翰·馬拉拉斯的說法，侍從官阿曼提烏斯原本打算將精銳衛隊指揮官忒奧克里圖斯推上王位。忒奧克里圖斯和阿曼提烏斯依靠對龐大軍隊的控制以及收買其他官員獲取支持。據說阿曼提烏斯給了查士丁一大筆錢來收買他的支持。然而，查士丁控制著一支規模較小但素質較高的軍隊，並用這筆錢為自己收買支持。阿曼提乌斯和忒奥克里托斯都在即位后九天被处决。518年8月1日，查士丁致信教宗何弥，声称教宗不愿意参加他自己的选举。
盧皮奇娜以尤菲米娅的名字成為皇后。選擇這個名字可能是出於體面的考慮。最初的聖尤菲米娅是戴克里先迫害時期的基督教殉道者。她是迦克墩當地的聖人，451年迦克墩公會議就是在以她的名字命名的大教堂舉行的。選擇這個名字早期表明查士丁和盧皮奇娜是狂熱的迦克墩基督徒。由於查士丁在當時激烈的基督論辯論中堅定地持迦克墩派立場，反對其前任的基督合一性論傾向，因此首都的一些民眾對他表示支持。

## 改名
在《查士丁一世：查士丁尼大帝时代简介》（1950年）一书中，亚历山大·瓦西里耶夫推测，他妻子的原名可能在另一种语言中与卖淫有语言联系。瓦西里耶夫将这个名字与拉丁语“Lupae”（母狼）联系起来。虽然该词的拉丁语单数形式“Lupa”的字面意思可以是母狼，但它也是对罗马最低级妓女的绰号或贬义词。其派生拉丁词“ Lupanar ”是庞贝一家妓院的名字。这些贬义用法中的许多可能起源于对罗马帝国之前的伊特鲁里亚宗教的女祭司的嘲讽评论，其中神被描绘成一头母狼（类似于希腊神话中的阿尔忒弥斯），这意味着一个非常不同的衍生词，并且更能理解选择尤菲米娅（Euphemia）作为皇后的另一个名字，因此这是一个委婉的说法。哺育罗慕路斯和雷穆斯的母狼，与这位狼女神的崇拜以及罗马之前的母系伊特鲁里亚文明有关。 阿卡·劳伦缇雅是狼或所代表的神灵的另一个名字。
对文化英雄、宗教殉道者圣尤菲米娅的效仿可能具有更现代的联系，并且有理由选择她作为皇后的皇家名字，特别是考虑到当时君士坦丁堡正在发生的宗教变化以及皇后对崇拜圣人的明显兴趣。

## 皇后

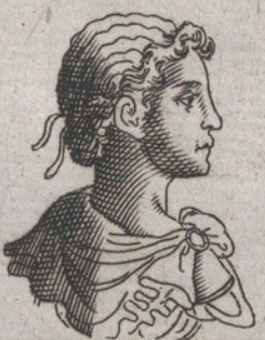
16世紀《羅馬輝煌的鏡子》中的尤菲米娅

尽管普罗科匹厄斯在其《秘史》中称尤菲米娅不熟悉国家事务，因此无法参与政府事务，但一份可追溯到540年的官方教会资料《埃德萨编年史》却将查士丁的教会政策归功于尤菲米娅皇后。
普罗科匹厄斯还声称，皇帝夫妇都是在生命的最后几年登上王位的。由于他们没有子嗣，他们的继承人是查士丁尼，他是查士丁的侄子和养子。
普罗科比乌斯称尤菲米娅反对她的侄子与狄奥多拉结婚，因为她反对她未来侄女的所谓恶习。普罗科比乌斯澄清说，只有在尤菲米婭死后，查士丁尼才得以安排与狄奥多拉的订婚和婚礼。丧偶的查丁尼一世继续通过了一项法律，允许不同社会阶层之间通婚，大概是为了查士丁尼。瓦西里耶夫估计尤菲米娅去世于523年或524年。